# الصلول (رصد)

تعديل مصدري - تعديل

الصلول هي إحدى قرى عزلة القارة بمديرية رصد التابعة لمحافظة أبين، بلغ تعداد سكانها 84 نسمة حسب تعداد اليمن لعام 2004.